# إعصار تيج
إعصار تيج كان إعصارًا استوائيًا قويًا تشكل فوق وسط جنوب بحر العرب ووصل إلى اليابسة في سقطرى واليمن. كان هذا أول إعصار يصل إلى اليابسة في البلاد منذ إعصار لبان عام 2018. كان تيج سادس منخفض وثالث إعصار في الموسم، تشكل تيج مع إعصار هامون، وهي ظاهرة نادرة في بحر العرب وخليج البنغال. اتخذ الإعصار مسارًا باتجاه الغرب والشمال الغربي في بحر العرب ووصل إلى اليابسة في محافظة المهرة باليمن في الفترة ما بين 23 و24 أكتوبر 2023، مما أدى إلى هطول أمطار غزيرة وفيضانات في النصف الشرقي من البلاد والأجزاء الغربية من عمان.

## تاريخ الأرصاد الجوية
في 16 أكتوبر، بدأت إدارة الأرصاد الجوية الهندية (IMD) بمراقبة احتمالية تشكل إعصار دوراني في بحر العرب. في بحر العرب، خلقت درجة حرارة سطح البحر المرتفعة نسبيًا، والتي تشير إلى القطب الثنائي الإيجابي للمحيط الهندي، الظروف الملائمة لتكوين التدوير المداري. تشكلت دورة إعصارية فوق بحر العرب في 16 أكتوبر. تشكل المنخفض الجوي نتيجة للحركة الإعصارية صباح يوم 18 أكتوبر. واشتد الأمر أكثر في 20 أكتوبر، ليصبح منخفضًا عميقًا. في نفس اليوم، اشتد المنخفض وتحول إلى عاصفة إعصارية، وأطلق عليها اسم تيج.

## الاستعدادات

### عُمان
وكان من المقرر إغلاق ميناء صلالة العماني مؤقتًا اعتبارًا من 22 أكتوبر، استجابةً لوصول الإعصار تيج.
أفادت وكالة الأنباء العمانية بقرار سلطات البلاد منح إجازة للموظفين في القطاعين العام والخاص بمحافظة ظفار وولاية الجزيرة بمحافظة الوسطى، وذلك بسبب الآثار المتوقعة لإعصار تيج.
قامت اللجنة الوطنية لإدارة حالات الطوارئ في سلطنة عمان بإجلاء السكان من جزر الحلانيات والمناطق الساحلية في ولايات صلالة ورخيوت وضلكوت. تم تجهيز الملاجئ وأماكن الإقامة لـ 15.000 شخص في محافظة ظفار.
وتمت زيادة الرحلات الجوية بين مطاري مسقط وصلالة لتسهيل الحركة أثناء الإعصار.

### اليمن
أعلن خفر السواحل اليمني في محافظة حضرموت، اتخاذ الإجراءات الاحترازية تحسبا لوصول تيج. وفي محافظة شبوة، تم تحذير الصيادين من النزول إلى البحر وأخذ الاحتياطات اللازمة. وفي محافظة المهرة، أعلن مكتب التربية بالمهرة أيضا إغلاق المدارس في المحافظة بسبب إعصار تيج. واتصل رئيس الجمهورية رشاد العليمي بمحافظات حضرموت والمهرة وسقطرى، ووجه الحكومة بدعم جهود السلطات المحلية في الاستعداد لوصول تيج. وأعلنت السلطات في شرق اليمن حالة الطوارئ وأوقفت المدارس وطلبت من الصيادين البقاء في منازلهم. كما دفع التحذير السلطات اليمنية في حضرموت والمهرة وشبوة وسقطرى إلى إعلان حالة الطوارئ وإصدار تحديثات منتظمة للجمهور. وصدرت أوامر للصيادين بعدم النزول إلى البحر، كما طُلب منهم إفراغ قواربهم الراسية ونقل السفن إلى مواقع أكثر أمانًا، كما نُصح الأشخاص الذين يعيشون في المناطق المنخفضة بنقل سياراتهم وممتلكاتهم الأخرى إلى بر الأمان. وشكل محافظ حضرموت مبخوت بن ماضي لجنة للإشراف على الاستعدادات لعمليات الإنقاذ والإغاثة من العواصف، بينما شكلت محافظة المهرة المجاورة لجنة طوارئ لوضع خطط للمدارس لإيواء الأشخاص الذين أجبروا على مغادرة منازلهم في حالة حدوث أضرار جسيمة بسبب الإعصار.

## تأثيرات

### سلطنة عمان
ضرب إعصار تيج محافظة ظفار بسلطنة عمان، حيث أشار المركز الوطني للإنذار المبكر بالمخاطر المتعددة إلى اشتداد الإعصار. ويتوقع سقوط أمطار غزيرة إلى غزيرة جداً (100-300 ملم) تؤدي إلى تشكل السيول في الأودية وارتفاع الأمواج (6-12 متراً) على ساحل بحر العرب. وتراوحت سرعة الرياح حول مركز الإعصار بين 95 و110 عقدة. وصلت إلى الشاطئ بالقرب من ساحل ظفار مساء يوم 23 أكتوبر وفي صباح اليوم التالي، محملة بأمطار غزيرة ورياح قوية (50-70 عقدة) وأمواج هائجة.
وتأثرت محافظة ظفار بالسحب الممطرة الاستوائية، حيث تساقطت أمطار متفاوتة على صلالة وسدح ومرباط وطاقة. بالإضافة إلى ذلك، من المتوقع أن يكون البحر هائج الموج على طول ساحل بحر العرب ويتراوح ارتفاع الموج فيه من 6 إلى 12 مترا، مما يشكل خطرا على المناطق الساحلية والجداول.

### الإمارات العربية المتحدة
ضربت أمطار غزيرة أجزاء من الإمارات يوم 22 أكتوبر. تم الإبلاغ عن فيضانات هائلة في منطقة جنوب شوكة، وهي بلدة قريبة من الحدود العمانية.
في 25 أكتوبر، حدثت فيضانات في منطقة الفاية في الشارقة، والتي تقع شرق الإمارات. وتساقطت حبات البرد على منطقة شمال الفجيرة وغمرت الطرق الجبلية بمياه الأمطار.

### اليمن

#### سقطرى
يُعد إعصار تيج أكثر الأحداث المناخية تدميراً في اليمن خلال 2023. في 22 أكتوبر، تسبب تيج في طقس قاس وأمطار غزيرة في سقطرى، إلى جانب موجات عالية وفيضانات وانهيارات أرضية تم الإبلاغ عنها. تسببت الأمطار الغزيرة يوم السبت في حدوث فيضانات في الجزيرة مع وصول الإعصار إلى اليابسة. وأدت الفيضانات إلى قطع بعض الطرق في مدينة حديبو عاصمة المحافظة، إلى جانب مناطق أخرى في الأرخبيل. وسجل مطار سقطرى 13 مـم (0.51 بوصة) أمطار، وتصل سرعة الرياح إلى 25 عقدة (46 كم/س؛ 29 ميل/س) وسرعة الرياح تتجاوز 25 عقدة (46 كم/س؛ 29 ميل/س).
ووقعت أضرار نتيجة الأمطار والرياح، تتعلق بقطع الطرق وتجريف المزارع، وتدمير أجزاء من بعض المنازل. تعرض أكثر من 500 منزل في الجزيرة لأضرار من الإعصار، مما أدى إلى نزوح 192 أسرة، في المقام الأول في مديرية قلنسية وعبد الكوري. وتم الإبلاغ عن إصابة ثلاثة أشخاص بإصابات طفيفة.

#### البر الرئيسي
بدأت جمعية الهلال الأحمر اليمني في محافظة المهرة عمليات الإخلاء بسبب إعصار تيج، بالتعاون مع الجيش والقوات الأمنية والفرق الصحية لنقل الأسر المتضررة إلى مراكز الإيواء وسط هطول أمطار غزيرة ورياح قوية. كما ناشدوا المجلس الرئاسي والحكومة تقديم المساعدة الجوية لإنقاذ الأشخاص الذين تقطعت بهم السبل في مديرية الغيضة، بما في ذلك العبري وحفت السادة وكلشات ومناطق أخرى.
أغرقت العاصفة الطرق والسيارات وأجبرت متطوعي الهلال الأحمر اليمني في المهرة على تعليق عملياتهم مؤقتًا. وأدى الإعصار إلى مقتل شخصين على الأقل، وأُبلغ عن 150 إصابة وتشريد 10 آلاف شخص.